# 1981 en Malaisie
Cet article présente les faits marquants de l'année 1981 en Malaisie.

## Évènements
- 16 juillet : Mahathir Mohamad prête serment en tant que quatrième Premier ministre de Malaisie[1].
- 13 août : Mahathir arrive à Jakarta, en Indonésie, pour une visite officielle de deux jours.
- 23 août : Mahathir arrive à Bangkok, en Thaïlande, pour une visite officielle de deux jours. Il est accueilli à l'aéroport par le Premier ministre thaïlandais Prem Tinnasulanon.
- 26 août : Le livre de Mahathir intitulé Le Dilemme malais (en) est déconfiné, sur proposition du vice-Premier ministre Musa Hitam[2].
- 4 décembre : Musa Hitam annonce à Sabah que le gouvernement fédéral prévoit d'unifier les fuseaux horaires de la Malaisie orientale et occidentale début l'année suivante[3].
- 17 décembre : Mahathir effectue une visite officielle à Singapour pour renforcer les relations bilatérales entre les deux pays.